# Судья Дредд (фильм, 1995)
«Судья Дредд» (англ. Judge Dredd) — супергеройский боевик 1995 года, поставленный по одноименному комиксу, выходящему в журнале-антологии 2000 AD. Главную роль исполнил Сильвестр Сталлоне.
Теглайн: «В будущем, один человек — закон», «Один человек — судья, присяжный и палач».

## Сюжет
Действие картины разворачивается в антиутопическом будущем, население Земли сосредоточено в нескольких крупных мегаполисах — Мега-городах, где все правосудие осуществляется вооружёнными судьями, которые сами разыскивают преступников, расследуют их дела и на месте выносят приговор, не подлежащий обжалованию. Смертные приговоры судьи сами же и исполняют на месте.
Джозеф Дредд — лучший Судья Мега-сити, вселяющий ужас в преступников. Он оказывается жертвой заговора одного из верховных судей Гриффина и преступника Рико. Известный журналист был застрелен из пистолета Дредда, которым может воспользоваться только обладатель его ДНК, что как будто исключает невиновность Джозефа. Дредду грозит смертная казнь, но Гриффин уговаривает покровителя Дредда, главного судью Фарго, уйти в отставку. Согласно закону, Фарго озвучивает последнее желание, и смертная казнь Дредду заменяется на пожизненное заключение. Фарго, как и другие судьи до него, берёт оружие и уходит за пределы города, чтобы нести туда правосудие.
Самолёт, доставляющий заключённых в колонию, сбит семьёй бандитов-людоедов в пустыне. Выживший Дредд вступает в бой с бандитами. Ему на помощь неожиданно приходит Фарго, который рассказывает Дредду о его происхождении: Дредд и Рико — клоны, созданные по проекту «Янус» на основе ДНК лучших судей в попытке вывести идеального Судью. Непогрешимый Дредд стал идеалом судьи, олицетворением Закона, но Рико превратился в идеального преступника. Дредд и Фарго понимают, что только Рико мог застрелить журналиста, поскольку его ДНК идентична ДНК Дредда. Фарго лично подписал приговор о казни Рико, но он не был выполнен людьми Гриффина. Вместе со случайным спутником, хакером Ферджи, Дредд идёт обратно в Мега-сити, чтобы разоблачить Рико и Гриффина и восстановить своё доброе имя.
Тем временем 96 судей погибает в различных ловушках Рико. В связи со столь большими потерями судья Гриффин выносит на заседании Совета верховных судей предложение разблокировать программу «Янус» по созданию «идеальных» клонов судей. Совет соглашается, судьи разблокируют файлы «Януса», но Гриффин и Рико истребляют весь Совет. Рико уничтожает образец ДНК идеального судьи и помещает в прибор собственную ДНК. Его личный робот отрывает руки и ноги шокированному изменой Гриффину.
Дредд, Ферджи и помогающая им молодая судья Херши вступают в бой с Рико на вершине Статуи Свободы, и тот погибает. Герои уничтожают его клонов. Выжившие судьи предлагают Дредду пост главного судьи, но тот отвечает: «Я — уличный судья. И у меня поднакопилось работы» и отправляется на улицы Мега-сити, чтобы нести туда закон и порядок.

## В ролях
| Актёр              | Роль                                                |
| ------------------ | --------------------------------------------------- |
| Сильвестр Сталлоне | судья Джозеф Дредд                                  |
| Арманд Ассанте     | Рико                                                |
| Роб Шнайдер        | Герман Фергусон, Ферджи                             |
| Юрген Прохнов      | судья Гриффин                                       |
| Макс фон Сюдов     | главный судья Фарго                                 |
| Дайан Лейн         | судья Херши                                         |
| Джоанна Майлс      | судья Эвелин МакГрудер                              |
| Джоан Чен          | Ильза Хэйден                                        |
| Бальтазар Гетти    | Олмайер                                             |
| Морис Роевз        | начальник тюрьмы Миллер                             |
| Уилсон, Скотт      | Отец семьи «Ангела» главарь пиратов проклятой земли |
| Джеймс Ремар       | глава бандитов, засевших в квартире Ферджи          |

## Съёмочная группа
- Режиссёр — Дэнни Кэннон
- Сценарий — Джон Вагнер, Майкл де Лука, Уильям Вишер мл., Стивен де Соуза
- Оператор — Эдриан Биддл
- Композитор — Алан Сильвестри

## Производство
Модельер Джанни Версаче предложил разработанный им ряд костюмов для фильма, однако студия от них отказалась.
По словам Стивена де Суза, сценарий фильма был написан с расчётом на рейтинг PG-13. Однако после съёмок фильму был присвоен рейтинг NC-17, и фильм пришлось перемонтировать, вырезав часть сцен, чтобы получить хотя бы рейтинг R. Однако кинокомпания имела договорённость с Burger King и компанией по производству игрушек о рекламе тематических игрушек по фильму, которые подали в суд на компанию Disney, не выполнившую обещания выпустить фильм с рейтингом PG-13, и студия была вынуждена вырезать из фильма ещё больше сцен насилия.

## Удалённая сцена
Из фильма была удалена сцена, где Дредд борется и стреляет в клонов Судьи во время кульминации фильма. Эта сцена была удалена по неизвестным причинам, однако некоторые рекламные ролики показывают её части, как клоны просыпаются, а Дредд стреляет в одного из них. Была также статья журнала об этой удалённой сцене. Некоторые другие части были также вырезаны.

## Критика
Фильм в основном получил негативные отзывы. Rotten Tomatoes дал фильму оценку 22 % на основе рецензий от 54 критиков со средним рейтингом 4/10.

## Награды
- Сильвестр Сталлоне был номинирован на премию «Золотая малина» за худшую игру в 1995 за этот фильм.

## Компьютерная игра
По мотивам фильма вышла одноимённая компьютерная игра.

## Перезапуск
21 сентября 2012 года вышел фильм Судья Дредд 3D. В главной роли актёр Карл Урбан, известный по таким лентам как «Хроники Риддика», «РЭД». Режиссёр фильма Пит Трэвис, ранее снявший «Конец игры» и «Точка обстрела». Данный фильм не является ремейком.